# I Juhjong
I Juhjong (hangul: 이유형, RR: Lee Yu-hyeong; népszerű átírással: Lee Yoo-hyung; Sincshon (Sinchon), 1911. január 21. – 2003. január 29.) dél-koreai válogatott labdarúgó.

## Nemzeti válogatott
A japán válogatottban 1 mérkőzést játszott.

## Statisztika
| Japán válogatott | Japán válogatott | Japán válogatott |
| Időszak          | Mérk.            | gól              |
| ---------------- | ---------------- | ---------------- |
| 1940             | 1                | 0                |
| Összesen         | 1                | 0                |